# 비톨트 필레츠키

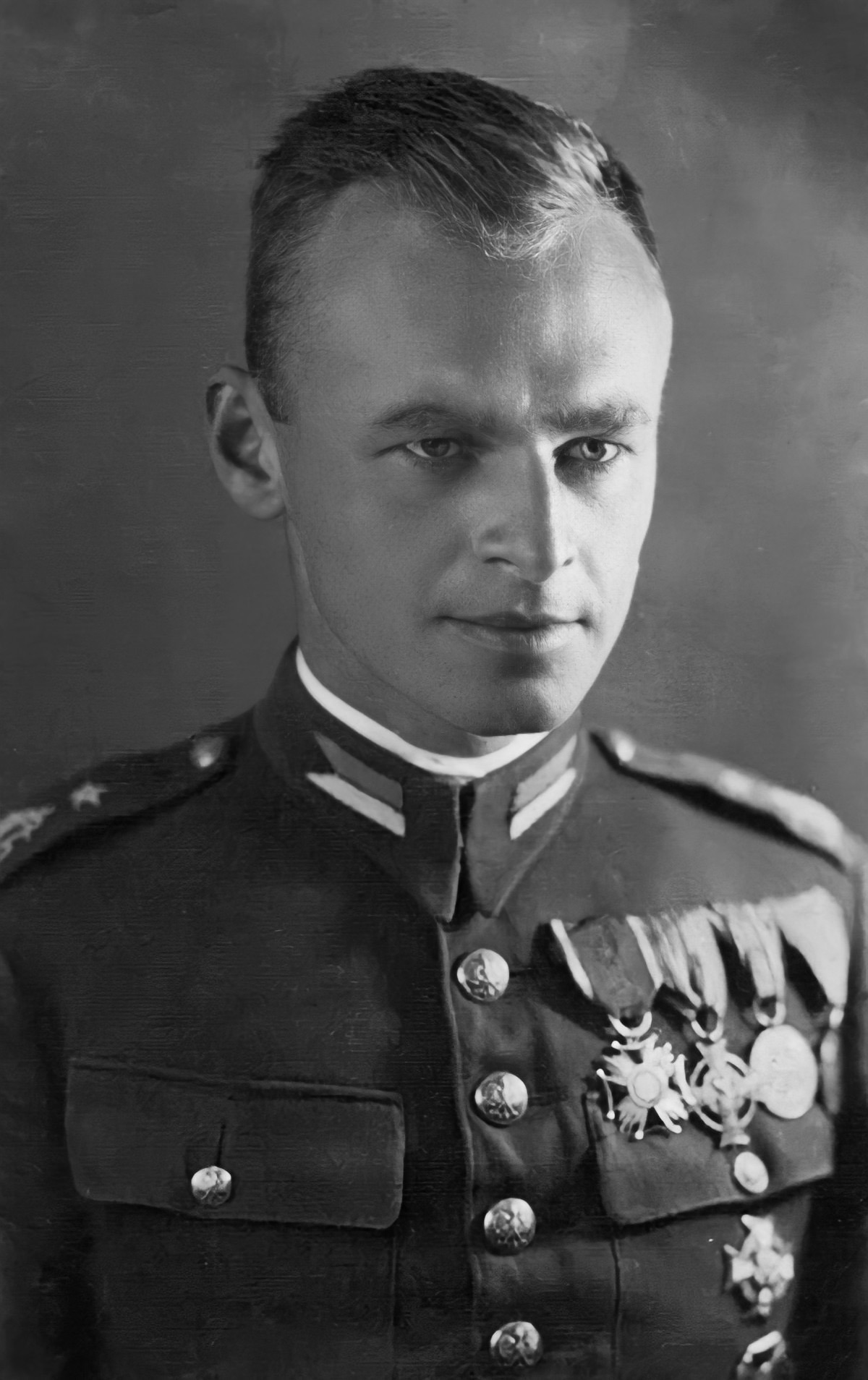
비톨트 필레츠키

비톨트 필레츠키(폴란드어: Witold Pilecki [ˈvitɔlt piˈlɛt͡skʲi][*], 1901년 5월 13일 ~ 1948년 5월 25일)는 제2차 세계 대전 당시 폴란드 기병대 군인으로, 계급은 기병대장이다. 1939년 11월 독일이 점령한 폴란드 영토에서 저항군인 비밀 폴란드군을 창설하고 1942년 2월 창설된 국내군에 참여했다. 아우슈비츠 강제 수용소에 관한 최초의 첩보 보고서인 비톨트 보고서의 저자로서, 필레츠키는 폴란드 망명정부가 연합국 측에 홀로코스트가 이루어진 물증을 제공하는 데 지대한 공적을 세웠다.
그러나 2차대전이 종전한 뒤 서방세계와 내통한 간첩이라는 혐의로 1947년 5월 8일 폴란드 공안성에 체포되어 숱한 고문을 당한 뒤 1948년 3월 3일 공개 인민재판을 받고 5월 15일 사형이 확정되었다. 그는 공산주의자들이 아우슈비츠를 하찮은 문제로 치부하기에 자신을 살려두지 않을 것이라 판단했으며, 동년 5월 25일 모토코프 교도소에서 피터르 스미에탄스키의 손에 처형당했다. 향년 47세.
공산정권이 무너진 뒤인 2007년 최고 등급 훈장인 백수리 훈장이 사후 추서되었다.